# Бернхард XIII фон дер Шуленбург
Бернхард XIII фон дер Шуленбург (на немски: Bernhard XIII. von der Schulenburg; * 10 май 1557; † 28 октомври 1601 в Бранденбург ан дер Хавел) е благородник от род фон дер Шуленбург „Черната линия“ в Алтмарк, Саксония-Анхалт.
Той е най-малкият син (от 12 деца) на Левин I фон дер Шуленбург (1510 – 1569) и съпругата му Илза фон Квитцов (1518 – 1591), дъщеря на Юрген (Георг) фон Квицов († 1527) и Маргарета фон Арним (* ок. 1496). Внук е на Албрехт I фон дер Шуленбург 'Черния' († 1519) и Катарина фон Рор († сл. 1519).
Брат е на Албрехт IV фон дер Шуленбург (1535 – 1583), Георг VII фон дер Шуленбург (1535 – 1619), Вернер XVII фон дер Шуленбург (1541 – 1581) и Дитрих X фон дер Шуленбург (1546 – 1598).
Замъкът Бетцендорф е от 1340 г. собственост на род фон дер Шуленбург, след напускането на замък-резиденцията Шуленбург при Щапенбек близо до Залцведел. Бетцендорф става през следващите векове фамилно главно място на рода.

## Фамилия
Бернхард XIII фон дер Шуленбург се жени на 15 септември 1583 г. за Анна фон Хан (* 1562; † 9 януари 1589), дъщеря на Куно фон Хан († 1590) и Гьодел фон Малтцан. Тя умира на 27 години. Те имат децата:
- Годела фон дер Шуленбург (* 1583/1589, Бранденбург а. д. Хавел; † 14 февруари 1614, Найндорф), омъжена на	20 май 1610 г. в Бранденбург за Бусо V фон дер Асебург (* 5 март 1586, Найндорф; † 20 ноември 1646, Найндорф)
- Левин V фон дер Шуленбург (* 1585, Базедов; † 1634, Шпандау), женен 1618 г. в Шпандау за Амалия Кунигунда фон Рибек (* 1602; † сл. 1653)

Бернхард XIII фон дер Шуленбург се жени втори път на 13 юни 1591 г. за Мария фон Квитцов (* 1573/1576, Ставенов; † 14 юли 1631, Витенберг, Саксония-Анхалт), дъщеря на Албрехт фон Квитцов (1527 – 1595) и Маргарета фон Рор († 1580). Те имат децата:
- Маргарета фон дер Шуленбург († 20 май 1650, Шлагентин), омъжена за Даниел фон Трезков (1563 – 1616)
- Анна Мария фон дер Шуленбург (* март 1593, Бранденбург а. д. Хавел; † 12 юни 1665, Цербст, Саксония-Анхалт), омъжена I. за Йоахим Адам фон Шлабрендорф, II. ок. 1612 г. за Франц фон Кьонигсмарк (* 24 декември 1572; † 23 ноември 1629)

Мария фон Квитцов се омъжва втори път 1604 г. за Тобиас фон Рохов.